# Johann Ueberhorst
Johann Heinrich Karl Ueberhorst  (* 12. April 1829 in Welper in Westfalen; † 16. August 1906 in Dorfitter) war ein deutscher Gutsbesitzer und Abgeordneter des Provinziallandtages der preußischen Provinz Hessen-Nassau.

## Leben
Johann Ueberhorst wurde als Sohn des Georg Heinrich Schulze Ueberhorst und dessen Ehefrau Marie Sophie Ballauf geboren. Er war Pächter der Domäne Dorfitter im Landkreis Waldeck-Frankenberg. Aus dieser Funktion heraus erhielt er 1868 einen Sitz im Kurhessischen Kommunallandtag des preußischen Regierungsbezirks Kassel, aus dessen Mitte er zum Abgeordneten für den Provinziallandtag der Provinz Hessen-Nassau bestimmt wurde. Er blieb zunächst bis 1871 in den Parlamenten und erhielt 1890 erneut ein Mandat für die Gremien, das er bis zu seinem Tod im Jahre 1906 ausübte.